# Cuz I Love You (singolo)
Cuz I Love You è un singolo della cantante statunitense Lizzo, pubblicato il 28 gennaio 2020 come terzo estratto dal terzo album in studio omonimo.

## Descrizione
Originariamente diffuso come singolo promozionale il 14 febbraio 2019, il brano è stato scritto da Lizzo in collaborazione con il gruppo musicale statunitense X Ambassadors, che ne ha curato anche la produzione. Musicalmente Cuz I Love You è un brano soul che mette in risalto le abilità vocali di Lizzo, che in questa canzone viene paragonata a Darlene Love. Il testo parla della cantante che entra in una relazione con qualcuno di speciale e si discosta dai suoi precedenti approcci amorosi.

## Accoglienza
Alex Young di Consequence ha definito il pezzo «un grande brano soul simile a Darlene Love dove Lizzo mostra le sue grandi capacità vocali». Bailey Calfee, scrivendo per Nylon, ha affermato che la canzone «permette a Lizzo di flettere la sua gamma vocale imbattibile. Nella canzone, fa una confessione d'amore a un pretendente sconosciuto, che apparentemente le ha fatto capire come si sente davvero il vero amore». Brittany Spanos del Rolling Stone ha scritto che la canzone «offre un assaggio infuocato delle sue incredibili potenzialità vocali».

## Video musicale
Il video musicale, diretto da Quinn Wilson, è stato reso disponibile tramite il canale YouTube della cantante il 14 febbraio 2019. Nella clip, in bianco e nero, la cantante assume il ruolo di prete, quindi tiene una sessione in chiesa per diversi uomini adoranti.

## Classifiche
| Classifica (2020) | Posizione massima |
| ----------------- | ----------------- |
| Belgio (Fiandre)  | 77                |
| Stati Uniti       | 114               |